# کوجک
کوجک (رودبار جنوب)، روستایی از توابع بخش مرکزی شهرستان رودبار جنوب در استان کرمان ایران است.

## جمعیت
این روستا در دهستان رودبار قرار دارد و براساس سرشماری مرکز آمار ایران در سال ۱۳۸۵، جمعیت آن ۹۶ نفر (۱۶خانوار) بوده‌است.